# Pavel Komolov
Pavel Dmitriyevich Komolov (tiếng Nga: Павел Дмитриевич Комолов; sinh ngày 10 tháng 3 năm 1989) là một cầu thủ bóng đá người Nga hiện tại thi đấu cho F.K. Amkar Perm. Anh chơi ở các vị trí tiền vệ chạy cánh phải, tiền vệ trái và tiền vệ trung tâm.

## Sự nghiệp

### Câu lạc bộ
Vào tháng 1 năm 2011, anh được cho mượn đến GKS Bełchatów từ Žalgiris Vilnius với thời hạn nửa năm. Anh trở lại nửa năm sau đó. Ba năm sau, anh được cho mượn đến Veria, sau đó trở lại Žalgiris Vilnius nhưng lại tiếp tục cho GKS Bełchatów mượn với thời hạn nửa năm.

### Quốc tế
Anh là một phần của đội tuyển bóng đá U-20 quốc gia Nga.

## Thống kê sự nghiệp

### Câu lạc bộ
Tính đến 20 tháng 5 năm 2018
| Câu lạc bộ                | Mùa giải             | Giải vô địch                | Giải vô địch | Giải vô địch | Cúp     | Cúp       | Châu lục | Châu lục  | Khác    | Khác      | Tổng cộng | Tổng cộng |
| Câu lạc bộ                | Mùa giải             | Hạng đấu                    | Số trận      | Bàn thắng    | Số trận | Bàn thắng | Số trận  | Bàn thắng | Số trận | Bàn thắng | Số trận   | Bàn thắng |
| ------------------------- | -------------------- | --------------------------- | ------------ | ------------ | ------- | --------- | -------- | --------- | ------- | --------- | --------- | --------- |
| F.K. Zenit St. Petersburg | 2006                 | Giải bóng đá ngoại hạng Nga | 0            | 0            | 0       | 0         | 0        | 0         | –       | –         | 0         | 0         |
| F.K. Zenit St. Petersburg | 2007                 | Giải bóng đá ngoại hạng Nga | 0            | 0            | 0       | 0         | 0        | 0         | –       | –         | 0         | 0         |
| F.K. Zenit St. Petersburg | 2008                 | Giải bóng đá ngoại hạng Nga | 0            | 0            | 0       | 0         | 0        | 0         | –       | –         | 0         | 0         |
| F.K. Zenit St. Petersburg | 2009                 | Giải bóng đá ngoại hạng Nga | 0            | 0            | 0       | 0         | 0        | 0         | –       | –         | 0         | 0         |
| F.K. Zenit St. Petersburg | Tổng cộng            | Tổng cộng                   | 0            | 0            | 0       | 0         | 0        | 0         | 0       | 0         | 0         | 0         |
| FK Žalgiris               | 2010                 | A Lyga                      | 27           | 5            | 0       | 0         | –        | –         | –       | –         | 27        | 5         |
| GKS Bełchatów             | 2010–11              | Ekstraklasa                 | 10           | 0            | –       | –         | –        | –         | –       | –         | 10        | 0         |
| FK Žalgiris               | 2011                 | A Lyga                      | 4            | 0            | 0       | 0         | –        | –         | –       | –         | 4         | 0         |
| FK Žalgiris               | 2012                 | A Lyga                      | 32           | 6            | 2       | 1         | 2        | 0         | –       | –         | 36        | 7         |
| FK Žalgiris               | 2013                 | A Lyga                      | 29           | 6            | 6       | 1         | 8        | 1         | 1       | 0         | 44        | 8         |
| Veria F.C.                | 2013–14              | Superleague Hy Lạp          | 6            | 0            | –       | –         | –        | –         | –       | –         | 6         | 0         |
| FK Žalgiris               | 2014                 | A Lyga                      | 0            | 0            | 0       | 0         | 1        | 0         | –       | –         | 1         | 0         |
| FK Žalgiris               | Tổng cộng (3 spells) | Tổng cộng (3 spells)        | 92           | 17           | 8       | 2         | 11       | 1         | 1       | 0         | 112       | 20        |
| GKS Bełchatów             | 2014–15              | Ekstraklasa                 | 31           | 2            | 1       | 0         | –        | –         | –       | –         | 32        | 2         |
| GKS Bełchatów             | Tổng cộng (2 spells) | Tổng cộng (2 spells)        | 41           | 2            | 1       | 0         | 0        | 0         | 0       | 0         | 42        | 2         |
| F.K. Amkar Perm           | 2015–16              | Giải bóng đá ngoại hạng Nga | 17           | 1            | 2       | 0         | –        | –         | –       | –         | 19        | 1         |
| F.K. Amkar Perm           | 2016–17              | Giải bóng đá ngoại hạng Nga | 28           | 0            | 1       | 0         | –        | –         | –       | –         | 29        | 0         |
| F.K. Amkar Perm           | 2017–18              | Giải bóng đá ngoại hạng Nga | 23           | 1            | 1       | 0         | –        | –         | 2       | 0         | 26        | 1         |
| F.K. Amkar Perm           | Tổng cộng            | Tổng cộng                   | 68           | 2            | 4       | 0         | 0        | 0         | 2       | 0         | 74        | 2         |
| Tổng cộng sự nghiệp       | Tổng cộng sự nghiệp  | Tổng cộng sự nghiệp         | 207          | 21           | 13      | 2         | 11       | 1         | 3       | 0         | 234       | 24        |